# Rétrospective cinéma du festival Utopiales
Cet article dresse la liste des longs métrages présentés dans le cadre des rétrospectives thématiques du festival Utopiales depuis 2000.

## Rétrospectives

### 2000
- Le Voyage fantastique (Fantastic Voyage) de Richard Fleischer, États-Unis, 1966
- Dune de David Lynch, États-Unis, 1984
- Brazil de Terry Gilliam, Royaume-Uni, 1985
- THX 1138 de George Lucas, États-Unis, 1971
- Blade Runner de Ridley Scott, États-Unis, 1982
- Soleil vert (Soylent Green) de Richard Fleischer, États-Unis, 1973
- 2001, l'Odyssée de l'espace (2001: A Space Odyssey) de Stanley Kubrick, Royaume-Uni / États-Unis, 1968
- 1984 de Michael Radford, Royaume-Uni, 1984
- L'Invasion des profanateurs de sépultures (Invasion of the Body Snatchers) de Don Siegel, États-Unis, 1956
- Quintet de Robert Altman, États-Unis, 1979
- Barbarella de Roger Vadim, France / Italie, 1968
- Le Dernier Combat de Luc Besson, France, 1983

### 2001: Fin de l'odyssée?
- Aelita de Yakov Protazanov, Russie, 1924

Hommage à Stanley Kubrick
- 2001, l'Odyssée de l'espace (2001: A Space Odyssey) de Stanley Kubrick, Royaume-Uni / États-Unis, 1968
- Orange mécanique (A Clockwork Orange) de Stanley Kubrick, Royaume-Uni / États-Unis, 1971
- Stanley Kubrick : Une vie en image (Stanley Kubrick: A Life in Pictures) de Jan Harlan, États-Unis, 2001

Hommage à Shin'ya Tsukamoto
- Tetsuo de Shin'ya Tsukamoto, Japon, 1989
- Tetsuo II: Body Hammer de Shin'ya Tsukamoto, Japon, 1992
- Tokyo Fist (Tokyo-Ken) de Shin'ya Tsukamoto, Japon, 1995
- Gemini de Shin'ya Tsukamoto, Japon, 1999

L'humain modifié
- Au-delà du réel (Altered States) de Ken Russell, États-Unis, 1980
- Bienvenue à Gattaca (Gattaca) d'Andrew Niccol, États-Unis, 1997
- Britannia Hospital de Lindsay Anderson, Royaume-Uni, 1982
- Ces garçons qui venaient du Brésil (The Boys from Brazil) de Franklin J. Schaffner], Royaume-Uni / États-Unis, 1978
- France société anonyme d'Alain Corneau, France, 1974
- Génération Proteus (Demon Seed) de Donald Cammell, États-Unis, 1977
- Paradis pour tous d'Alain Jessua, France, 1982
- Pi de Darren Aronofsky, États-Unis, 1998
- Vidéodrome (Videodrome) de David Cronenberg, Canada, 1983
- Roujin Z (Rōjin Z) de Hiroyuki Kitakubo, Japon, 1991

La néo-ville
- Dark City d'Alex Proyas, États-Unis / Australie, 1998
- L'Âge de cristal (Logan’s Run) de Michael Anderson, États-Unis, 1976
- Le Survivant (The Omega Man) de Boris Sagal, États-Unis, 1971
- Patlabor de Mamoru Oshii, Japon, 1990
- Patlabor 2: The Movie de Mamoru Oshii, Japon, 1993

Attaque des invisibles
- Cube de Vincenzo Natali, Canada, 1997
- Hidden (The Hidden) de Jack Sholder, États-Unis, 1987
- Le Monstre de Val Guest, Royaume-Uni, 1955
- Simple Mortel de Pierre Jolivet, France, 1991
- The Thing de John Carpenter, États-Unis, 1982
- Invasion Los Angeles (They Live) de John Carpenter, États-Unis, 1982

Invasion des Profanateurs
- L'Invasion des profanateurs de sépultures (Invasion of the Body Snatchers) de Don Siegel, États-Unis, 1956
- L'Invasion des profanateurs (Invasion of the Body Snatchers) de Philip Kaufman, États-Unis, 1978
- Body Snatchers d'Abel Ferrara, États-Unis, 1993

### 2002
- La Jetée de Chris Marker, France, 1962
- Intacto de Juan Carlos Fresnadillo, Espagne, 2001
- Gormenghast, mini-série télévisée en 4 épisodes, 2000

La SF aux confins du genre
- Des insectes et des hommes (The Hellstrom Chronicle) de Walon Green et Ed Spiegel, États-Unis, 1971
- Vertical Futur Remake de Peter Greenaway, Royaume-Uni, 1978
- Tribulation 99 : Alien Anomalies Under America de Craig Baldwin, États-Unis, 1991
- Schizopolis de Steven Soderbergh, États-Unis, 1997
- Ratrace
- Cyberman de Peter Lynch, Canada, 2001
- Don't Ask Don't Tell de Doug Miles, États-Unis, 2002
- In Absentia des Frères Quay, États-Unis, 2000
- Le futur sera sauvage (The Future is Wild), Royaume-Uni, 2002

Hommage à Shūsuke Kaneko
- Gamera : Gardien de l'Univers (Gamera: Daikaijū Kuchu Kessen) de Shūsuke Kaneko, Japon, 1995
- Gamera 2: Attack of Legion (Gamera Tsū: Region Shūrai) de Shūsuke Kaneko, Japon, 1996
- Gamera 3: The Revenge of Iris (Gamera 3: Iris kakusei) de Shūsuke Kaneko, Japon, 1999

### 2003: Europa, fin de siècle
- Action mutante (Acción mutante) d'Álex de la Iglesia, Espagne, 1993
- Jusqu'au bout du monde (Bis ans Ende der Welt) de Wim Wenders, Australie / France / Allemagne, 1991
- Le Jour de l'éclipse (Dni zametniya) d'Alexandre Sokourov, Russie, 1989
- The Unknown (Det Okända) de Michael Hjorth, Suède, 2000
- Furia d'Alexandre Aja, France, 2000
- Genesis, Aftermath, The Awakening de Nacho Cerdà, Espagne, 1998, 1994, 1990
- El corazón del guerrero de Daniel Monzón, Espagne, 1999
- Prémonitions (In Dreams) de Neil Jordan, États-Unis, 1999
- Simon Magus de Ben Hopkins, France / Hongrie, 1999
- Tag 26 de Andreas Samland, Allemagne, 2002
- Les Aventures Secrètes de Tom Pouce (The Secret Adventures of Tom Thumb) de Dave Borthwick, Royaume-Uni, 2002
- Une Chienne catalane de François Boetschi, Suisse, 2004

### 2004: L'utopie au cinéma
- Le Rebelle (The Fountainhead) de King Vidor, États-Unis, 1949
- Metropolis de Rintarō, Japon, 2001
- Les Mondes futurs (Things to Come) de William Cameron Menzies, Royaume-Uni, 1936
- Tamala 2010 (Tamala 2010: A Punk Cat in Space) de Tol, Japon, 2002
- Les Horizons perdus ((Lost Horizon) de Frank Capra, États-Unis, 1937
- Fahrenheit 451 de François Truffaut, France, 1966
- Punishment Park Peter Watkins, États-Unis, 1971
- The Franklin Abraham de Jonah Freeman, États-Unis, 2004
- Terre brûlée (No Blade of Grass) de Cornel Wilde, États-Unis, 1971
- L'Homme qui voulut être roi (The Man Who Would Be King) de John Huston, États-Unis, 1975

### 2005: Jules Verne
- Die Reise um die Welt de Willy Zeyn senior, Allemagne, 1913
- L'Île mystérieuse de Jacques Champreux et Juan Antonio Bardem, France / Italie / Espagne, 1973 (mini-série en six épisodes)
- Le Tour du monde en quatre-vingts jours de Pierre Nivollet, France, 1979 (téléfilm en deux parties)
- Le Grand Départ vers la Lune (Rocket to the Moon) de Don Sharp, Royaume-Uni, 1967
- Les aventures extraordinaires de Saturnin Farandoul de Luigi Maggi et  Marcel Fabre, France / Italie, 1914
- L'Île mystérieuse (Tainstvennyy ostrov) de B.M. Chelintsev et E. Pentslin, Russie, 1941
- Le Dirigeable volé (Ukradená vzducholod) de Karel Zeman, Tchécoslovaquie / Italie, 1966
- Le Secret de Wilhelm Storitz d'Éric Le Hung, France, 1967 (téléfilm)

Hommage à Ray Harryhausen
- Le monstre vient de la mer (It Came from Beneath the Sea) de Robert Gordon, États-Unis, 1955
- Les soucoupes volantes attaquent (Earth vs. the Flying Saucers) de Fred F. Sears, États-Unis, 1953
- L'Île mystérieuse (Mysterious Island) de Cy Endfield, États-Unis, 1961
- La Vallée de Gwangi (The Valley of Gwangi) de Jim O'Connolly, États-Unis, 1969

### 2006: L'invasion vient de Marx!
- Interplanetary Revolution (Mezhplanetnaya revolyutsiya) de Nikolai Khodataev, Zenon Komissarenko et Youry Merkulov, Union Soviétique, 1924
- L'Appel du ciel (Nebo zovyot) de Mikhaïl Karioukov, Union soviétique, 1960
- La Planète des tempêtes (Planeta Bur) de Pavel Klushantsev, Union soviétique, 1962
- Kin-dza-dza! de Georgi Daneliya, Union soviétique, 1986
- La Ville zéro (Gorod Zero) de Karen Shakhnazarov, Union soviétique, 1988
- L'Étoile du silence (Der schweigende Stern) de Kurt Maetzig, Allemagne de l'Est / Pologne, 1960
- Signal, une aventure dans l'espace (Signale – Ein Weltraumabenteuer) de Gottfried Kolditz, Allemagne de l'Est / Pologne, 1970
- Dans la poussière des étoiles (Im Staub der Sterne) de Gottfried Kolditz, Allemagne de l'Est, 1976
- L'Enquête du pilote Pirx (Test pilota Pirxa) de Marek Piestrak, Pologne / Union soviétique, 1978[réf. nécessaire] (d'après Wikidata) (ou 1979, d'après IMDB)
- Sexmission (Seksmisja) de Juliusz Machulski, Pologne, 1984
- Ga-Ga: Glory to the Heroes (Ga, Ga - Chwala bohaterom) de Piotr Szulkin, Pologne, 1986
- Ikarie XB-1 de Jindřich Polák, Tchécoslovaquie, 1963
- Qui veut tuer Jessie ? (Kdo chce zabít Jessii ?) de Václav Vorlíček, Tchécoslovaquie, 1966
- The End Of August At The Hotel Ozone (Konec srpna v hotelu Ozón) de Jan Schmidt, Tchécoslovaquie, 1967
- Visitors from the Galaxy (Gosti iz galaksije) de Dušan Vukotić, Yougoslavie / Tchécoslovaquie, 1981
- Battle Beyond The Sun (Nebo zovyot) de Francis Ford Coppola, États-Unis, 1963 (version américaine de L'Appel du ciel)
- Voyage sur la planète préhistorique (Voyage To The Prehistoric Planet) de Curtis Harrington, États-Unis, 1965

### 2007: Les climats
- Le Monde, la Chair et le Diable (The World, The Flesh and the Devil) de Ranald MacDougall, États-Unis, 1959
- La Bombe (The War Game) de Peter Watkins, Royaume-Uni, 1965
- Soleil vert (Soylent Green) de Richard Fleischer, États-Unis, 1973
- Malevil de Christian de Chalonge, France, 1981
- Jusqu'au bout du monde (Bis ans Ende der Welt) de Wim Wenders, Allemagne, 1991
- Waterworld de Kevin Reynolds, États-Unis, 1995
- Le Jour d'après (The Day After Tomorrow) de Roland Emmerich, États-Unis, 2004
- Une vérité qui dérange (An Inconvenient Truth) de Davis Guggenheim, États-Unis, 2006
- Les Fils de l'homme (Children of Men) d'Alfonso Cuarón, Royaume-Uni / États-Unis, 2006
- Sunshine de Danny Boyle, Royaume-Uni, 2007

### 2008: Les réseaux
- Nirvana de Gabriele Salvatores, Italie, 1997
- Tokyo Eyes de Jean-Pierre Limosin, France / Japon, 1998
- New Rose Hotel d'Abel Ferrara, États-Unis, 1998
- La Mort en direct de Bertrand Tavernier, France / Allemagne, 1980
- Le Prix du danger d'Yves Boisset, France, 1983
- Thomas est amoureux de Pierre-Paul Renders, Belgique, 2001
- Kaïro de Kiyoshi Kurosawa, Japon, 2001
- La Mort en ligne (Chakushin ari) de Takashi Miike, Japon, 2004
- La Seconde Guerre de Sécession (The Second Civil War) de Joe Dante, États-Unis, 1997 (téléfilm)
- Telepolis (La Antena) de Esteban Sapir, Argentine, 2006

### 2009: Des mondes meilleurs
- Le Vaisseau du ciel (Himmelskibet) de Holger-Madsen, Danemark, 1918
- Metropolis de Fritz Lang, Allemagne, 1926
- La Machine à explorer le temps (The Time Machine) de George Pal, États-Unis, 1960
- Woody et les Robots (Sleeper) de Woody Allen, États-Unis, 1973
- Rollerball de Norman Jewison, États-Unis, 1975
- Runaway : L'Évadé du futur (Runaway) de Michael Crichton, États-Unis, 1984
- Starman de John Carpenter, États-Unis, 1984
- Capitaine Sky et le Monde de demain (Sky Captain and the World of Tomorrow) de Kerry Conran, États-Unis, 2004
- Mind Game de Masaaki Yuasa, Japon, 2004
- In the Shadow of the Moon de David Sington, États-Unis, 2007

### 2010: Les frontières
- Les Documents interdits de Jean-Teddy Filippe, France, 198-1993 (série de 13 courts-métrages)
- Dark Star de John Carpenter, États-Unis, 1974
- Planète hurlante (Screamers) de Christian Duguay, Canada / États-Unis, 1995
- Chronopolis  de Piotr Kamler, France, 1929
- Au-devant du rêve (Mechte navstrechu) de Mikhail Karzhukov et Otar Koberidze, Russie, 1963
- S1m0ne (S1m0ne) d'Andrew Niccol, États-Unis, 2002
- Les Rescapés du futur (Futureworld) de Richard T. Heffron, États-Unis, 1976
- Danger, planète inconnue (Doppelgänger) de Robert Parrish, Royaume-Uni, 1969
- La Nébuleuse d'Andromède (Туманность Андромеды) de Yevgeni Sherstobitov, Russie, 1967

Double programme
- Trop près des Dieux de Jean-Michel Roux, France, 1992
- Les Mille Merveilles de l'univers de Jean-Michel Roux, France, 1997
- En route vers les étoiles (Doroga k zvezdam) de Pavel Klouchantsev, Russie, 1957
- Le Rêveur d'étoiles (The Star Dreamer) de Sonja Vesterholt et Mads Baastrup, France/Danemark/Pays-Bas/Russie, 2002

### 2011: Histoire(s)
- La Montagne sacrée (La montaña sagrada) d'Alejandro Jodorowsky, Mexique / États-Unis, 1973
- La Dixième Victime (La decima vittima) d'Elio Petri, Italie, 1965
- Le Géant de Métropolis (Il gigante di Metropolis) d'Umberto Scarpelli, Italie, 1961
- Timescape de David Twohy, États-Unis, 1992
- Taxandria de Raoul Servais, Belgique / Allemagne / France / Hongrie / Pays-Bas, 1995
- Xtro de Harry Bromley Davenport, Royaume-Uni, 1983
- La Planète des vampires (Terrore nello spazio) de Mario Bava, Italie / Espagne, 1965
- Les 5 000 Doigts du Dr. T (The 5,000 Fingers of Dr. T) de Roy Rowland, États-Unis, 1953
- Gandahar de René Laloux, France, 1987
- Une question de vie ou de mort (A Matter of Life and Death) de Michael Powell et Emeric Pressburger , Royaume-Uni, 1946
- La Planète sauvage de René Laloux, France / Tchécoslovaquie, 1973
- Enquête sur le monde invisible de Jean-Michel Roux, France, 2002
- Hardware de Richard Stanley, Royaume-Uni / États-Unis, 1990
- Un jour sans fin (Groundhog Day) de Harold Ramis, États-Unis, 1993
- F.A.E.L.L. - Formes Aléatoires En Légère Lévitation de Lyonel Kouro, France, 2002
- Les Aventures du prince Ahmed (Die Abenteuer des Prinzen Achmed) de Lotte Reiniger, Allemagne, 1926
- Le Seigneur des anneaux (J. R. R. Tolkien's The Lord of the Rings) de Ralph Bakshi, États-Unis, 1978
- The Fall de Tarsem Singh, Inde / Royaume-Uni / États-Unis, 2006

### 2012: Origines
- Le Masque d'or (The Mask of Fu Manchu) de Charles Brabin, États-Unis, 1932
- La Guerre des mondes (The War of the Worlds) de Byron Haskin, États-Unis, 1953
- Vingt mille lieues sous les mers (20,000 Leagues Under the Sea) de Richard Fleischer, États-Unis, 1954
- Je suis une légende (L'ultimo uomo della Terra) d'Ubaldo Ragona et Sidney Salkow, Italie / États-Unis, 1964
- Traitement de choc d'Alain Jessua, France / Italie, 1973
- Phase IV de Saul Bass, États-Unis, 1974
- Knightriders de George Romero, États-Unis, 1981
- La Foire des ténèbres (Something Wicked This Way Comes) de Jack Clayton, États-Unis, 1983
- Mirrormask de Dave McKean, Royaume-Uni / États-Unis, 2005
- Primer de Shane Carruth, États-Unis, 2004
- Pontypool de Bruce McDonald, Canada, 2008
- Stake Land de Jim Mickle, États-Unis, 2010

### 2013: Autre(s) mondes
- La Dernière Vague (The Last Wave) de Peter Weir, Australie, 1977
- Le Choc des mondes (When Worlds Collide) de Rudolph Maté, États-Unis, 1951
- Les Survivants de l'infini (This Island Earth) de Joseph M. Newman, États-Unis, 1955
- Silent Running de Douglas Trumbull, États-Unis, 1972
- La Machine à explorer le temps (The Time Machine) de George Pal, États-Unis, 1960
- Les Aventures fantastiques (Vynález zkázy) de Karel Zeman, Tchécoslovaque, 1958
- Outland de Peter Hyams, États-Unis, 1981
- Terre brûlée (No Blade of Grass) de Cornel Wilde, États-Unis, 1970
- The Host de Bong Joon-ho, Corée du Sud, 2006
- Saturn 3 de Stanley Donen, Royaume-Uni, 1980
- Wonderful Days de Kim Moon-saeng, Corée du Sud, 2004
- Bienvenue chez Joe (Joe's Apartment) de John Payson, États-Unis, 1996

### 2014: Intelligence(s)
- Une femme de tête (Desk Set) de Walter Lang, États-Unis, 1957
- Le Cerveau infernal (The Invisible Boy) de Herman Hoffman, États-Unis, 1957
- Le Cerveau d'acier (Colossus: The Forbin Project) de Joseph Sargent, États-Unis, 1970
- Contact de Robert Zemeckis, États-Unis, 1997
- Les Décimales du futur (The Final Programme) de Robert Fuest, Royaume-Uni, 1973
- Le Jour du dauphin (The Day of the Dolphin) de Mike Nichols, États-Unis, 1973
- Le Prestige (The Prestige) de Christopher Nolan, États-Unis / Royaume-Uni, 2006
- La Guerre des cerveaux (The Power)) de Byron Haskin, États-Unis, 1967
- Link de Richard Franklin, Royaume-Uni, 1986
- Meurtres sous contrôle (God Told Me To) de Larry Cohen, États-Unis, 1976
- Génération Proteus (Demon Seed) de Donald Cammell, États-Unis, 1977
- Patrick de Richard Franklin, Australie, 1978

### 2015: Réalité(s)
- Ciel d'octobre (October Sky) de Joe Johnston, États-Unis, 1999
- Brainstorm de Douglas Trumbull, États-Unis, 1983
- A Scanner Darkly de Richard Linklater, États-Unis, 2006
- Equilibrium de Kurt Wimmer, États-Unis, 2002
- Strange Days de Kathryn Bigelow, États-Unis, 1995
- Blade Runner de Ridley Scott, États-Unis, 1982
- L'Âge de cristal (Logan’s Run) de Michael Anderson, États-Unis, 1976
- Idiocracy de Mike Judge, États-Unis, 2007
- Alphaville, une étrange aventure de Lemmy Caution (Alphaville) de Jean-Luc Godard, France / Italie, 1965
- Les Premiers Hommes dans la Lune (First Men in the Moon) de Nathan Juran, Royaume-Uni, 1964
- Retour vers le futur (Back to the Future) de Robert Zemeckis, États-Unis, 1985
- Ghost in the Shell 2: Innocence (Innocence) de Mamoru Oshii, Japon, 2004
- Réincarnations (Dead & Buried) de Gary Sherman, États-Unis, 1981
- Galaxy Quest de Dean Parisot, États-Unis, 1999
- Le Cri du sorcier (The Shout) de Jerzy Skolimowski, Royaume-Uni, 1978

### 2016: Machine(s)
- Cronos de Guillermo del Toro, Mexique, 1993
- Enfer mécanique (The Car) d'Elliot Silverstein, États-Unis, 1977
- Le Géant de fer (The Iron Giant) de Brad Bird, États-Unis, 1999
- Mort d'une sensation (Gibel sensatsii) d'Aleksandr Andriyevsky, Union soviétique, 1935
- Mon oncle de Jacques Tati, France, 1958
- Pacific Rim de Guillermo del Toro, États-Unis, 2013
- A.I. Intelligence artificielle (Artificial Intelligence: AI) de Steven Spielberg, États-Unis, 2001
- Crash de David Cronenberg, Canada / Royaume-Uni, 1996
- Christine (John Carpenter's Christine) de John Carpenter, États-Unis, 1983
- Les Femmes de Stepford (The Stepford Wives) de Bryan Forbes, États-Unis, 1975
- Les Temps modernes (Modern Times) de Charlie Chaplin, États-Unis, 1936
- Ex Machina d'Alex Garland, Royaume-Uni, 2015
- Tetsuo de Shinya Tsukamoto, Japon, 1989
- Pi de Darren Aronofsky, États-Unis, 1998
- Timecrimes (Los cronocrímenes) de Nacho Vigalondo, Espagne, 2007
- Wargames de John Badham, États-Unis, 1983
- L'Inhumaine de Marcel L'Herbier, France, 1924

### 2017: Temps
- The Box de Richard Kelly, États-Unis, 2009
- The Fountain de Darren Aronofsky, États-Unis, 2006
- Bandits, bandits (Time Bandits) de Terry Gilliam, États-Unis, 1981
- La Jetée de Chris Marker, France, 1962
- C'est arrivé demain (It Happened Tomorrow) de René Clair, États-Unis, 1944
- Eternal Sunshine of the Spotless Mind de Michel Gondry, États-Unis, 2004
- L'Année dernière à Marienbad d'Alain Resnais, France, Italie, Allemagne, Autriche, 1961
- It's Such a Beautiful Day de Don Hertzfeldt, États-Unis, 2012
- Mulholland Drive de David Lynch, États-Unis, 2001
- Pandora (Pandora and the Flying Dutchman) d'Albert Lewin, Royaume-Uni, 1951
- La Traversée du temps (時をかける少女 (Toki o kakeru shōjo?)) de Mamoru Hosoda, Japon, 2006
- L'Homme sans âge (Youth Without Youth) de Francis Ford Coppola, États-Unis, 2007
- L'Homme qui venait d'ailleurs (The Man Who Fell to Earth) de Nicolas Roeg, Royaume-Uni, 1976
- Triangle de Christopher Smith, Australie, Royaume-Uni, 2009
- Les Prédateurs (The Hunger) de Tony Scott, Royaume-Uni, États-Unis, 1983
- L'Effet papillon (The Butterfly Effect) d'Eric Bress et J. Mackye Gruber, États-Unis, 2004
- Le Portrait de Dorian Gray (The Picture of Dorian Gray) d'Albert Lewin, États-Unis, 1945
- Waking Life de Richard Linklater, États-Unis, 2001
- Alice au pays des merveilles (Alice in Wonderland) de Lou Bunin, Dallas Bower et Marc Maurette, États-Unis, 1949
- Alice au pays des merveilles (Alice in Wonderland) des studios Disney, États-Unis, 1951

### 2018: Corps
- Les Yeux sans visage de Georges Franju, France, Italie, 1960
- Society de Brian Yuzna, États-Unis, 1989
- Hollow Man de Paul Verhoeven, Allemagne/États-Unis, 2000
- Anatomie 2 de Stefan Ruzowitzky, Allemagne, 2003
- Frankenstein de James Whale, États-Unis, 1931
- La Fiancée de Frankenstein (Bride of Frankenstein) de James Whale, États-Unis, 1935
- Frankenstein Junior (Young Frankenstein) de Mel Brooks, États-Unis, 1974
- Frankenweenie de Tim Burton, États-Unis, 2012
- Frankenweenie (court-métrage) de Tim Burton, États-Unis, 1984
- Osmosis Jones de Peter et Bobby Farrelly, États-Unis, 2001
- L'Homme qui rétrécit (The Incredible Shrinking Man) de Jack Arnold, États-Unis, 1957
- Le Tableau de Jean-François Laguionie, France/Belgique, 2011
- Au-delà du réel (Altered States) de Ken Russell, États-Unis, 1980
- The Thing de John Carpenter, États-Unis, 1982
- Morts suspectes (Coma) de Michael Crichton, États-Unis, 1978
- Insensibles (Painless) de Juan Carlos Medina, France/Espagne, 2012
- Danger planétaire (The Blob) de Irvin S. Yeaworth Jr. (en), États-Unis, 1958
- Dementia de John Parker, États-Unis, 1955
- Hellraiser 2 : Les Écorchés (Hellbound: Hellraiser II) de Tony Randel, États-Unis, 1988
- La mort vous va si bien (Death Becomes Her) de Robert Zemeckis, États-Unis, 1992
- L'Invasion des profanateurs (Invasion of the Body Snatchers) de Philip Kaufman, États-Unis, 1978
- La Mouche (The Fly) de David Cronenberg, États-Unis/Royaume-Uni/Canada, 1986
- Vidéodrome de David Cronenberg, États-Unis, 1983

### 2019: Coder / Décoder
- 1984 de Michael Radford, Royaume-Uni, 1984
- À l'aube du sixième jour de Roger Spottiswoode, États-Unis, 2000
- En Angleterre occupée (It Happened Here) d'Andrew Mollo et Kevin Brownlow, Royaume-Uni, 1965
- Her de Spike Jonze, États-Unis, 2013
- Imitation Game de Morten Tyldum, États-Unis, 2014
- Incubus de Leslie Stevens, États-Unis, 1965
- La Dixième Victime (La decima vittima) d'Elio Petri, Italie, 1965
- La Souris qui rugissait (The Mouse That Roared) de Jack Arnold, Royaume-Uni, 1959
- Les Experts de Phil Alden Robinson, États-Unis, 1992
- Les Figures de l'ombre de  Theodore Melfi, , États-Unis, 2016
- Miracle en Alabama d'Arthur Penn, États-Unis, 1962
- Moon de Duncan Jones, Royaume-Uni, 2009
- Paprika de Satoshi Kon, Japon , 2006
- Ready Player One de Steven Spielberg, États-Unis, 2018
- Scanners de David Cronenberg, Canada, 1981
- Snowden d'Oliver Stone, États-Unis/Allemagne/France, 2016
- The Man from Earth (Jerome Bixby's The Man from Earth) de Richard Schenkman, États-Unis, 2007
- Millennium Actress de Satoshi Kon, Japon, 2001
- Upgrade de Leigh Whannell, Australie, 2018

### 2020: Traces(édition annulée)
- Contagion de Steven Soderbergh, États-Unis/Émirats arabes unis, 2011
- Les Chasses du comte Zaroff de Ernest B. Schoedsack et Irving Pichel, États-Unis, 1932
- Dune de David Lynch, États-Unis/Mexique, 1984
- L'Œuf du serpent (The Serpent's Egg) d'Ingmar Bergman, Allemagne, 1977
- Phase IV de Saul Bass, États-Unis, 1974
- Pompoko de Isao Takahata, Japon, 1994
- Wolfen de Michael Wadleigh, États-Unis, 1981
- Wonderland : Le Royaume sans pluie de Keiichi Hara, Japon, 2019

### 2021: Transformations
- 2067 de Seth Larney, Australie, 2020
- Alerte ! (Outbreak) de Wolfgang Petersen, États-Unis, 1995
- Black Panther de Ryan Coogler, États-Unis, 2018
- Contagion de Steven Soderbergh, États-Unis/Émirats arabes unis, 2011
- Dune de David Lynch, États-Unis/Mexique, 1984
- Metropolis de Fritz Lang, Allemagne, 1927
- L'Œuf du serpent (The Serpent's Egg) d'Ingmar Bergman, Allemagne, 1977
- Phase IV de Saul Bass, États-Unis, 1974
- Shaolin Soccer de Stephen Chow, Hong-Kong, 2001
- Le Témoin du mal (Fallen) de Gregory Hoblit, États-Unis, 1998
- La Colonie (Tides) de Tim Fehlbaum, Allemagne/Suisse, 2021
- Tokyo Godfathers de Satoshi Kon, Japon, 2004
- Wolfen de Michael Wadleigh, États-Unis, 1982
- Zombie (director's cut) de George A. Romero, États-Unis/Italie, 1983

### 2022: Limite(s)
- L'Échelle de Jacob (Jacob's Ladder) de Adrian Lyne, États-Unis, 1990
- Soleil vert (Soylent Green) de Richard Fleischer, États-Unis, 1973
- Aliens, le retour (Aliens) director's cut de James Cameron, États-Unis, 1986
- L'Antre de la folie (In the Mouth of Madness) de John Carpenter, États-Unis, 1995
- Runaway : L'Évadé du futur (Runaway) de Michael Crichton, États-Unis, 1984
- La Mutante (Species) de Roger Donaldson, États-Unis, 1995
- Kafka de Steven Soderbergh, États-Unis, 1991
- Free Guy de Shawn Levy, États-Unis, 2021
- Le Jour où la Terre prit feu (The Day the Earth Caught Fire) de Val Guest, États-Unis, 1961
- Mad Max: Fury Road de George Miller, États-Unis, 2015
- Dredd de Pete Travis, Royaume-Uni/Afrique du Sud/Inde, 2012
- Apocalypse 2024 (A Boy and His Dog) de L. Q. Jones, États-Unis, 1975
- Charly de Ralph Nelson, États-Unis, 1968
- Solaris de Andreï Tarkovski, URSS, 1972
- La Vie à l'envers de Alain Jessua, France, 1964
- La Quatrième Dimension de John Landis, Steven Spielberg, Joe Dante, George Miller, États-Unis, 1983

Carte blanche à Rintarō
- Planète interdite (Forbidden Planet) de Fred M. Wilcox, États-Unis, 1956
- La Guerre des mondes (The War of the Worlds) de Byron Haskin, États-Unis, 1953
- La Fleur de pierre de Alexandre Ptouchko, URSS, 1946

Hommage à Rintarō
- Albator, le corsaire de l'espace (épisodes 1, 34), Japon, 1978
- Galaxy Express 999, Japon, 1979
- Adieu, Galaxy Express 999, Japon, 1981
- Harmagedon, Japon, 1983
- L'Épée de Kamui, Japon, 1985
- Manie Manie : Les Histoires du labyrinthe, Japon, 1987
- Metropolis, Japon, 2001
- Yona, la légende de l'oiseau-sans-aile, Japon, 2009

### 2023: Transmission(s)
- Alpha de Albert Hugues, États-Unis/Canada, 2018
- Prometheus de Ridley Scott, États-Unis, 2012
- La Planète des singes (Planet of the Apes) de Franklin Schaffner, États-Unis, 1968
- Legend de Ridley Scott, États-Unis, 1985
- 2010 : L'Année du premier contact (2010: The Year We Make Contact) de Peter Hyams, États-Unis, 1984
- District 9 de Neill Blomkamp, Afrique du Sud/Etats-Unis/Nouvelle-Zélande/Canada, 2009
- Timescape : Le Passager du futur (Timescape) de David Twohy, États-Unis, 1991
- Misery de Rob Reiner, États-Unis, 1990
- Blade de Stephen Norrington, États-Unis, 1998
- Le Cerveau d'acier (Colossus: The Forbin Project) de Joseph Sargent, États-Unis, 1970
- Blade 2 (Blade II) de Guillermo del Toro, États-Unis, 2002
- Il est difficile d'être un dieu (Трудно быть богом, Trudno byt' bogom) de Alexeï Guerman, Russie, 2013
- Bienvenue à Gattaca (Gattaca) de Andrew Niccol, États-Unis, 1997
- Watchmen : Les Gardiens (Watchmen) director's cut de Zack Snyder, États-Unis, 2009

Carte blanche à Elene Usdin
- Les Garçons sauvages de Bertrand Mandico, France, 2017

Carte blanche à Douglas Kennedy
- L'Opération diabolique (Seconds) de John Frankenheimer, États-Unis, 1966

Carte blanche à François Descraques
- Galaxy Quest de Dean Parisot, États-Unis, 2000
- Evil Dead 3 (Army of Darkness) de Sam Raimi, États-Unis, 1992

Rétrospective Jeunesse
- La Ferme des animaux (Animal Farm) de John Halas et Joy Batchelor, Royaume-Uni/États-Unis, 1954
- La Planète sauvage de René Laloux, France, 1973
- Les Maîtres du temps de René Laloux, France, 1982
- Cro Man (Early Man) de Nick Park, États-Unis, 2018

### 2024: Harmonie
- Les Fils de l'homme d'Alfonso Cuaron, Etats-Unis/Royaume-Uni/Japon, 2006
- Le Village des damnés de Wolf Rilla, Royaume-Uni/Etats-Unis, 1960
- Danger, planète inconnue de Robert Parrish, Royaume-Uni, 1969
- Les Révoltés de l'an 2000 de Narciso Ibanez Serrador, Espagne, 1976
- Cocoon de Ron Howard, Etats-Unis, 1985
- Mister Freedom de William Klein, France, 1968
- Le Livre d'Eli des Frères Hughes, Etats-Unis/Royaume-Uni, 2010
- High-Rise de Ben Wheatley, Royaume-Uni/Belgique, 2015
- Elephant Man de David Lynch, Etats-Unis/Royaume-Uni, 1980
- Le Jour où la Terre s'arrêta de Robert Wise, Etats-Unis, 1951
- Freaks de Tod Browning, Etats-Unis, 1932
- Looper de Rian Johnson, Etats-Unis/Chine, 2012
- Passengers de Morten Tyldum, Etats-Unis/Australie/Hong-Kong, 2016
- Rencontres du 3e type de Steven Spielberg, Etats-Unis/Royaume-Uni, 1977
- Le Couple témoin de William Klein, Suisse/France, 1977
- Superman de Richard Donner, Etats-Unis/Royaume-Uni/Canada/Suisse, 1978
- Les 5000 Doigts du Dr T  de Roy Rowland, Etats-Unis, 1953
- Enemy de Wolfgang Petersen, Royaume-Uni/Allemagne/Etats-Unis, 1985
- Vivarium de Lorcan Finnegan, Irlande/Belgique/Danemark, 2019

Carte blanche à Emil Ferris
- Ils reviennent... de Issa Lopez, Mexique, 2017
- Morse de Tomas Alfredson, Suède/Norvège/France, 2008

Carte blanche à l'INA
- Le Golem de Jean Kerchbron, France, 1967
- Perrault 70 de Jacques Samyn, France, 1970

Cinéma Documentaires
- Collisions : sur la route des chasseurs d'Astéroïdes de Thomas Marlier & Guillaume Lenel, France, 2023
- Finir Les Furtifs de Bruno Raymond-Damasio, France, 2024
- Christopher Reeve, le superman éternel de Philippe Guedj et Philippe Roure, France, 2024

Anniversaire Métal Hurlant !
- Repo Man, La Mort en prime d'Alex Cox, Etats-Unis, 1984
- Les Chroniques de l'eau salée de T. Bekmurzayev, A.Carré, R. Doualao de Sousa, A. Petit et M. Robic, France, 2021
- Mad God de Phil Tippett, Etats-Unis, 2012
- Tetsuo de Shin'ya Tsukamoto, Japon, 1989